# Piedra (comida mexicana)

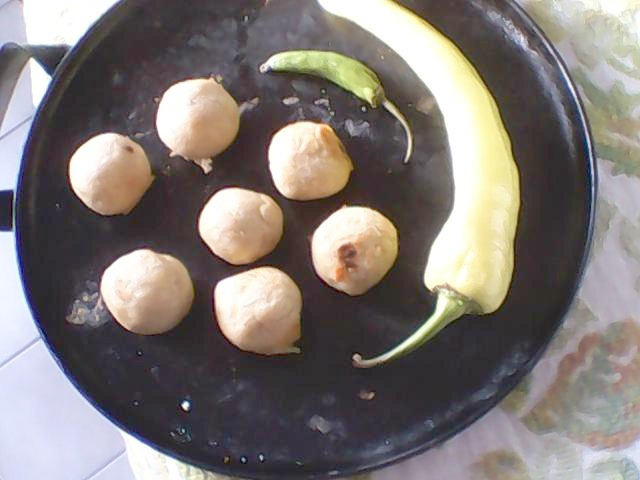
Piedras

Una piedra o tuniche es un platillo mexicano. Consiste en una bola de masa de maíz con algún tipo de relleno, la cual se fríe hasta lograr una consistencia crujiente. Las piedras comúnmente se acompañan con cebolla rosada, lechuga picada o guacamole.